# Торнадо!
Торнадо! (англ. Tornado!) — американський телевізійний фільм режисера Ноелья Ноззека.

## Сюжет
По штатах гуляє смертоносне торнадо. Вчені намагаються хоч якось убезпечити населення від цієї напасті. Єдиний вихід — запустити прямо в серце смерчу датчик, за яким можна буде визначати наближення торнадо. Але зробити це не так просто…

## У ролях
- Брюс Кемпбелл — Джейк Торн
- Шеннон Стерджес — Саманта «Сем» Каллен
- Ерні Хадсон — доктор Джо Бренсон
- Л. К. Джонс — Ефрам Торн
- Бо Ізон — Tex Фултон
- Чарльз Хомет — Річі Кокррейн
- Керрі Борен — Метті Пек
- Аарон Ізбікі — Олівер Нессл
- Джон Менсфілд — Енді Ворд
- Дженні Фіцсіммонс — Марджі Ворд
- Джулі Еріксон — Зіна
- Стів Фланагін — містер Пек
- Мона Лі Фульц — місіс Пек
- Кармен Ногалес — мати Люсі
- Шеннон Марі Вудворд — Люсі
- Девід Стоукі — Марті
- Джоді Лі Едвардс — Тара
- Еріка Вайлі — Манкі
- Ренді Стріплінг — менеджер станції
- Грант Джеймс — перукар